# Absence of Reality
Absence of Reality is het eerste studioalbum dat werd uitgebracht op naam van Michel Huygen. Hij is dan ook de enige musicus, die hier te horen is op een gastoptreden van Santi Picó na die elektrische gitaar speelde op Paradises of the Sun. Picó was tevens geluidstechnicus en verzorgde de mastering. Huygen nam het album in de periode november/december 1981 op in zijn eigen geluidsstudio; hij trad zelf ook op als muziekproducent. De compact discversie uit 1990 vermeldde dat het album "digitally processed" was middels het "Neuronium psychotronic system". "Psychotronic" is in Huygens omschrijving de balans tussen lichaam en geest.  

## Musici
- Michel Huygen – toetsinstrumenten en computerapparatuur (Korg (PS-3200, polyphonic synthesizer; KP-30 Sigma synthesizer, drumcomputer), Roland Corporation (vocoder VP330), Moog (Prodigy), Godwin string synthesizer; Pearl (Syncussion)
- Santi Pico – elektrische gitaar op Paradises of the Sun.

## Tracks
| Nr. | Titel                        | Duur  |
| --- | ---------------------------- | ----- |
| 1.  | Montreal First Stop (Huygen) | 4:00  |
| 2.  | Abscence of Reality (Huygen) | 12:09 |

| Nr. | Titel                         | Duur  |
| --- | ----------------------------- | ----- |
| 1.  | Paradises of the Sun (Huygen) | 17:13 |